# Kod Lyoko: Ewolucja
Kod Lyoko: Ewolucja – francuski sensacyjny młodzieżowy serial telewizyjny, sequel francuskiego serialu animowanego Kod Lyoko. 31 maja 2011 roku firma produkcyjna MoonScoop ujawniła na Facebooku, że serial powraca z piątym sezonem zatytułowanym Code Lyoko Évolution. Serial miał swoją premierę online 19 grudnia 2012 roku we Francji, a telewizyjna premiera odbyła się 5 stycznia 2013 na kanale France 2. Sezon składa się z 26 odcinków i jest mieszanką scen live-action oraz animowanych komputerowo dla Lyoko. Polska premiera serialu miała miejsce na kanale Teletoon+ 10 marca 2014 roku..

## Fabuła
Jeremy Belpois, Odd Della Robbia, Ulrich Stern, William Dunbar, Yumi Ishiyama i Aelita Schaeffer wrócili do swojego codziennego życia w gimnazjum Kadic. Jednakże pewnego dnia w szkole zaczynają dziać się dziwne rzeczy, a Aelita widzi na ekranie komputera dobrze znane kody. Grupa wyrusza więc do fabryki aby ponownie włączyć superkomputer i przekonać się co jest źródłem tych dziwnych zjawisk. Okazuje się, że XANIE w jakiś sposób udało się przetrwać, choć nie jest już tak potężny jak dawniej. Tuż przed wyłączeniem superkomputera w poprzednim sezonie, XANA zdołał wszczepić wojownikom część swoich kodów, które teraz próbuje odzyskać wysyłając na ziemię polimorficzne widma.
Podążając za słabym sygnałem w Cyfrowym Morzu, Jeremie odnajduje drugi superkomputer, bliźniaczo podobny do tego z fabryki. Znajduje się w nim inny wirtualny świat, który bohaterowie nazywają Korą (ang. Cortex). W jego sercu znajdują się dane, które mogą pomóc rozwikłać zagadkę powrotu XANY i odsłonić kulisy powstania obu superkomputerów. System jest jednak zabezpieczony przez firewall oraz nowe, tajemnicze istoty wyglądające jak ninja. Gdy bohaterom udaje się ich w końcu pokonać i wykraść część danych, dowiadują się kim był twórca Kory – to profesor Tyron, który na początku współpracował z Franzem Hopperem. Poznają też sekret nadzwyczajnych umiejętności ninjy – okazuje się, że są to awatary sterowane przez ludzi. Do poruszania się po zdradliwym terytorium Kory bohaterowie używają nowego pojazdu zwanego Megapodem. Otrzymują też od Jeremiego nowe bronie i gadżety.
W międzyczasie dołącza do nich nowa bohaterka – Laura Gauthier. Dziewczyna jest bardzo zdolna i ma iloraz inteligencji podobny do Jeremiego. Po podsłuchaniu rozmowy o Lyoko, podąża za Williamem do fabryki, gdzie pomaga Jeremiemu w trudnej sytuacji, lecz powrót do przeszłości kasuje jej wspomnienia. Jakiś czas później grupa decyduje się wykorzystać ją jednorazowo do pomocy w napisaniu wirusa mającego zniszczyć Korę. Jednak Laura coś podejrzewa i niepostrzeżenie modyfikuje program powrotu do przeszłości przez co tym razem wraca jej pamięć. Chcąc nie chcąc bohaterowie muszą przyjąć ją do grupy.

## Wersja polska
Opracowanie wersji polskiej: na zlecenie Teletoon+ – Start International Polska

Reżyseria: Marek Klimczuk

Dialogi: Anna Niedźwiecka

Dźwięk i montaż: Sławomir Czwórnóg

Kierownictwo produkcji: Dorota Nyczek

Udział wzięli:
- Joanna Kudelska – Aelita
- Marta Kurzak – Yumi
- Adam Pluciński – Jeremy
- Piotr Deszkiewicz – Ulrich
- Maciej Falana – Odd
- Franciszek Boberek – William
- Dominika Sell – Laura
- Natalia Jankiewicz – Samantha

oraz:
- Robert Tondera – Jim Morales
- Rafał Sisicki – Profesor Tyron
- Elżbieta Kopocińska – Susan Hertz
- Jarosław Domin – dyrektor
- Michał Podsiadło – Remi
- Andrzej Chudy – Franz Hopper
- Anna Apostolakis – lektorka w filmie przyrodniczym (odc. 10)
- Mateusz Narloch – kolega Ulricha w drużynie karateków (odc. 10)
- Janusz Wituch – sędzia zawodów karate (odc. 10)
- Izabella Bukowska – Anthea Hopper-Schaeffer (odc. 11, 18-20, 26)
- Miłogost Reczek – pan Gauthier (odc. 12)
- Magda Kusa – uczennica (odc. 14)
- Grzegorz Kwiecień – Graven (odc. 17)
- Jakub Szydłowski – głos w telefonie (odc. 24, 26)

Lektor: Radosław Popłonikowski

## Spis odcinków
| N/o | Tytuł francuski       | Polskie tłumaczenie    |
| --- | --------------------- | ---------------------- |
|     |                       |                        |
| 01  | XANA 2.0              | XANA 2.0               |
|     |                       |                        |
| 02  | Cortex                | Kora                   |
|     |                       |                        |
| 03  | Spectromania          | Spektromania           |
|     |                       |                        |
| 04  | Madame Einstein       | Pani Einstein          |
|     |                       |                        |
| 05  | Rivalité              | Rywalizacja            |
|     |                       |                        |
| 06  | Soupçons              | Podejrzenia            |
|     |                       |                        |
| 07  | Compte-à-rebours      | Odliczanie             |
|     |                       |                        |
| 08  | Virus                 | Wirus                  |
|     |                       |                        |
| 09  | Comment tromper XANA  | Wykiwać XANĘ           |
|     |                       |                        |
| 10  | Le réveil du guerrier | Przebudzenie wojownika |
|     |                       |                        |
| 11  | Rendez-vous           | Spotkanie              |
|     |                       |                        |
| 12  | Chaos à Kadic         | Chaos w Kadic          |
|     |                       |                        |
| 13  | Vendredi 13           | Piątek 13              |
|     |                       |                        |
| 14  | Intrusion             | Wtargnięcie            |
|     |                       |                        |
| 15  | Les sans codes        | Bezkodowcy             |
|     |                       |                        |
| 16  | Confusion             | Podejrzenia            |
|     |                       |                        |
| 17  | Assuré                | Kariera                |
|     |                       |                        |
| 18  | Obstination           | Upór                   |
|     |                       |                        |
| 19  | Le piège              | Pułapka                |
|     |                       |                        |
| 20  | Espionnage            | Szpiegostwo            |
|     |                       |                        |
| 21  | Faux-semblants        | Sobowtóry              |
|     |                       |                        |
| 22  | Mutinerie             | Bunt                   |
|     |                       |                        |
| 23  | Le blues de Jeremy    | Jeremy ma doła         |
|     |                       |                        |
| 24  | Paradoxe temporel     | Paradoks czasowy       |
|     |                       |                        |
| 25  | Hécatombe             | Hekatomba              |
|     |                       |                        |
| 26  | Ultime mission        | Ostatnia misja         |